# 1964 na televisão
Nesta página encontram-se os fatos, estreias e términos sobre televisão que aconteceram durante o ano de 1964.

## Eventos

### Brasil

#### Maio
- 1 de maio — É inaugurada a TV Triângulo, afiliada da TV Excelsior em Uberlândia, Minas Gerais.

#### Julho
- 29 de julho — É inaugurada a TV Industrial em Juiz de Fora, Minas Gerais.

### Estados Unidos

#### Setembro
- 7 de setembro — Primeira e única vinculação da propaganda eleitoral "Daisy", em favor da campanha de Lyndon B. Johnson.

### Portugal

#### Fevereiro
- 2 de fevereiro — A RTP exibe a 1.ª edição do Festival RTP da Canção.

## Programas

### Fevereiro
- 3 de fevereiro — Estreia João Pão na TV Record.
- 5 de fevereiro — Termina Corações em Conflito na TV Excelsior.
- 6 de fevereiro — Estreia As Solteiras na TV Excelsior.

### Março
- 2 de março — Estreia Alma Cigana na Rede Tupi.
- 13 de março — Termina As Solteiras na TV Excelsior.
- 17 de março — Estreia Ambição na TV Excelsior.
- 19 de março — Termina A Turma do Sete na TV Record.

### Abril
- 10 de abril — Termina João Pão na TV Record.
- 13 de abril — Estreia Sonho de Amor na TV Record.

### Maio
- 1.º de maio — Termina Ambição na TV Excelsior.
- 5 de maio — Estreia A Moça Que Veio de Longe na TV Excelsior.
- 6 de maio — Estreia Sítio do Picapau Amarelo na TV Cultura.
- 8 de maio — Termina Alma Cigana na Rede Tupi.
- 11 de maio — Estreia A Gata na Rede Tupi.

### Junho
- 1.º de junho — Estreia Mãe na TV Excelsior.

### Julho
- 2 de julho — Termina A Gata na Rede Tupi.
- 3 de julho
  - Termina Sonho de Amor na TV Record.
  - Estreia Se o Mar Contasse na Rede Tupi.
- 4 de julho — Estreia Vitória na TV Record.
- 6 de julho — Estreia Renúncia na TV Record.
- 20 de julho — Estreia O Segredo de Laura na Rede Tupi.
- 28 de julho — Estreia A Outra Face de Anita na TV Excelsior.
- 29 de julho — Termina A Moça Que Veio de Longe na TV Excelsior.

### Agosto
- 1.º de agosto
  - Termina Vitória na TV Record.
  - Estreia O Desconhecido na TV Record.
- 28 de agosto — Termina Mãe na TV Excelsior.
- 31 de agosto — Estreia Folhas ao Vento na TV Excelsior.

### Setembro
- 7 de setembro
  - Estreia Pecado de Mulher na TV Excelsior.
  - Termina Se o Mar Contasse na Rede Tupi.
  - Estreia É Proibido Amar na TV Excelsior.
- 8 de setembro — Estreia Quando o Amor É Mais Forte na Rede Tupi.
- 19 de setembro
  - Termina O Segredo de Laura na Rede Tupi.
  - Termina Renúncia na TV Record.
  - Termina O Desconhecido na TV Record.
- 21 de setembro
  - Estreia Quem Casa com Maria? na Rede Tupi.
  - Estreia Banzo na TV Record.
- 25 de setembro — Termina A Outra Face de Anita na TV Excelsior.
- 28 de setembro — Estreia Uma Sombra em Minha Vida na TV Excelsior.

### Outubro
- 23 de outubro — Termina É Proibido Amar na TV Excelsior.
- 27 de outubro — Estreia Melodia Fatal na TV Excelsior.
- 30 de outubro
  - Termina Pecado de Mulher na TV Excelsior.
  - Termina Folhas ao Vento na TV Excelsior.

### Novembro
- 3 de novembro — Termina Quando o Amor É Mais Forte na Rede Tupi.
- 4 de novembro — Estreia O Sorriso de Helena na Rede Tupi.
- 13 de novembro — Termina Quem Casa com Maria? na Rede Tupi.
- 24 de novembro — Estreia Ilsa na TV Excelsior.
- 28 de novembro — Termina Uma Sombra em Minha Vida na TV Excelsior.
- 30 de novembro — Estreia O Pintor e a Florista na TV Excelsior.

### Dezembro
- 4 de dezembro — Termina Banzo na TV Record.
- 7 de dezembro
  - Estreia Prisioneiro de um Sonho na TV Record.
  - Estreia O Direito de Nascer na Rede Tupi.
  - Estreia Marcados pelo Amor na TV Record.
- 14 de dezembro — Estreia Gutierritos, o Drama dos Humildes na Rede Tupi.

## Nascimentos
| Data            | Nome                      | Profissão                               | Nacionalidade  | Observações | Ref   |
| --------------- | ------------------------- | --------------------------------------- | -------------- | ----------- | ----- |
| 11 de janeiro   | Patrícia Pillar           | atriz                                   | Brasil         |             |       |
| 13 de janeiro   | Penelope Ann Miller       | atriz                                   | Estados Unidos |             |       |
| 20 de janeiro   | Márcia Cabrita            | atriz e humorista                       | Brasil         | m. 2017     | [ 1 ] |
| 23 de janeiro   | Mariska Hargitay          | atriz                                   | Estados Unidos |             |       |
| 27 de janeiro   | Bridget Fonda             | atriz                                   | Estados Unidos |             |       |
| 12 de fevereiro | André Maia                | ator e dobrador                         | Portugal       |             |       |
| 13 de março     | João Gordo                | apresentador e cantor                   | Brasil         |             |       |
| 30 de março     | Vera Zimmerman            | atriz                                   | Brasil         |             |       |
| 1 de abril      | José Rodrigues dos Santos | jornalista                              | Portugal       |             |       |
| 3 de abril      | Maurício Mattar           | ator e cantor                           | Brasil         |             |       |
| 14 de abril     | Maria João Abreu          | atriz                                   | Portugal       | m. 2021     | [ 2 ] |
| 25 de abril     | Hank Azaria               | ator                                    | Estados Unidos |             |       |
| 12 de maio      | Márcio Ribeiro            | ator e humorista                        | Brasil         | m. 2013     | [ 3 ] |
| 27 de maio      | Adam Carolla              | ator e comediante                       | Estados Unidos |             |       |
| 1 de junho      | Andrea Richa              | atriz                                   | Brasil         |             |       |
| 4 de junho      | Ângelo Antonio            | ator                                    | Brasil         |             |       |
| 11 de junho     | Murilo Grossi             | ator                                    | Brasil         |             |       |
| 15 de junho     | Courteney Cox             | atriz                                   | Estados Unidos |             |       |
| 21 de junho     | Lorena Calábria           | jornalista e apresentadora de televisão | Brasil         |             |       |
| 10 de julho     | Dalton Vigh               | ator e apresentador                     | Brasil         |             |       |
| 28 de julho     | Lori Loughlin             | atriz, modelo e produtora               | Estados Unidos |             |       |
| 29 de julho     | Lisa Peluso               | atriz                                   | Estados Unidos |             |       |
| 30 de julho     | Claudia Ramírez           | atriz                                   | México         |             |       |
| 11 de agosto    | Gérson de Abreu           | ator, cantor e apresentador             | Brasil         | m. 2002     | [ 4 ] |
| 11 de agosto    | Lawrence Monoson          | ator                                    | Estados Unidos |             |       |
| 23 de agosto    | José Boavida              | ator                                    | m.2016         | [ 5 ]       |       |
| 24 de agosto    | Luciene Adami             | atriz                                   | Brasil         |             |       |
| 11 de setembro  | Alexandre Lippiani        | ator e dublador                         | Brasil         | m. 1997     |       |
| 13 de outubro   | João Didelet              | ator                                    | Portugal       |             |       |
| 15 de outubro   | Denise Fraga              | atriz                                   | Brasil         |             |       |
| 26 de outubro   | Irving São Paulo          | ator                                    | Brasil         | m. 2006     | [ 6 ] |
| 7 de novembro   | Dana Plato                | atriz                                   | Estados Unidos | m. 1999     | [ 7 ] |
| 11 de novembro  | Calista Flockhart         | atriz                                   | Estados Unidos |             |       |
| 8 de dezembro   | Teri Hatcher              | atriz                                   | Estados Unidos |             |       |
| 10 de dezembro  | Edith González            | atriz                                   | México         | m. 2019     | [ 8 ] |
| ??              | Cândida Pinto             | jornalista                              | Portugal       |             |       |

## Mortes
| Data | Nome | Profissão | Nacionalidade | Observações | Ref |
| ---- | ---- | --------- | ------------- | ----------- | --- |